# Арфаксад (сын Сима)
Арфакса́д (др.-евр. ‬и ивр. אַרְפַּכְשַׁד‎ Арпакша́д — исцелитель, избавитель) — библейский персонаж, третий сын Сима, отец Салы либо Каинана (Быт. 10:22—24; 1 Пар. 1:17).
Упомянут в родословии Авраама и Иисуса Христа (1 Пар. 1:24—27; Лк. 3:36). Родился через 2 года после Всемирного потопа и прожил согласно еврейской Библии 365 лет, а по Септуагинте — 465 (Быт. 11:10—12).

## Варианты написания
Помимо написания Арфаксад встречаются также:
- Арпахша́д[1];
- Арпакса́т[2];
- Арфахша́д[3].

## Семья
По еврейской Библии — отец Салы (Быт. 10:24). По Септуагинте, книге Юбилеев и армянским авторам — отец Каинана, дед Салы.
По книге Юбилеев он
- сын Седукательбаб — жены Сима[6];
- отец Каинама (Каинана) от жены Разуйи — дочери Сусаны, дочери Елама[4].
- отец Кеседа[7].

По Мхитару Аирванскому, Арфаксад — отец Каинана от жены Рабуи (Абугии).
В Сефер га-Яшар (Книга Праведного) упомянуты имена сыновей Арфаксада: Сала, Анар и Ашкол.